# Життя моє — армія
«Життя моє — армія» («Жизнь моя — армия») — радянський художній фільм 1980 року, знятий режисером Юрієм Борецьким на Кіностудії ім. М. Горького.

## Сюжет
Випускник військового училища Андрій Карташов отримує призначення на службу до рідного міста. Однак герой не радіє, а просить вищі інстанції направити його на Далекий Схід.

## У ролях
- Віктор Ржевський — Андрій Карташов
- Людмила Дребньова — Марина Карташова
- Давид Двалішвілі — Коберідзе
- Георгій Назаренко — Соколов
- Юрій Дуванов — Волков
- Віра Кузнецова — Серафима Петрівна
- Микола Дупак — начальник політвідділу
- Віктор Іванов — Власов
- Володимир Шихов — Рубцов
- Володимир Мордвінов — Дьомін
- Юрій Сорокін — майор-посередник
- Лілія Захарова — Тамара
- Анастасія Рапопорт — дівчинка
- Володимир Балашов — генерал
- Юрій Мастюгін — епізод
- Володимир Прохоров — епізод
- Артур Ніщонкін — епізод
- Леонід Костюков — епізод
- В. Шаров — епізод
- С. Залізняк — епізод
- Ф. Кукушкін — епізод

## Знімальна група
- Режисер — Юрій Борецький
- Сценаристи — Олександр Кулішов, Кирило Рапопорт
- Оператор — Володимир Сапожников
- Композитор — Євген Птичкін
- Художник — Михайло Гараканідзе